# Horace Gould
Horace Gould (Bristol, 20 de septiembre de 1918-Southmead, 4 de noviembre de 1968) fue un piloto inglés de automovilismo. En total participó en 16 Grandes Premios de Fórmula 1, debutando en el Gran Premio de Gran Bretaña de 1954. Anotó dos puntos en el campeonato tras finalizar quinto en el Gran Premio de Gran Bretaña de 1956.
Falleció repentinamente el 4 de noviembre de 1968 a la edad de 50 años.

## Resultados

### Fórmula 1
(Clave) (negrita indica pole position) (cursiva indica vuelta rápida)

| Año  | Escudería                 | 1     | 2       | 3       | 4       | 5       | 6       | 7       | 8      | 9       | 10  | 11  | Pos | Puntos |
| ---- | ------------------------- | ----- | ------- | ------- | ------- | ------- | ------- | ------- | ------ | ------- | --- | --- | --- | ------ |
| 1954 | Goulds' Garage (Bristol)  | ARG   | 500     | BEL     | FRA     | GBR 15  | GER     | SUI     | ITA    | ESP     |     |     | NC  | 0      |
| 1955 | Goulds' Garage (Bristol)  | ARG   | MON     | 500     | BEL     | NED Ret | GBR Ret |         |        |         |     |     | NC  | 0      |
| 1955 | Officine Alfieri Maserati |       |         |         |         |         |         | ITA Ret |        |         |     |     | NC  | 0      |
| 1956 | Goulds' Garage (Bristol)  | ARG   | MON 8   | 500     | BEL Ret | FRA     | GBR 5   | GER Ret | ITA    |         |     |     | 19º | 2      |
| 1957 | H. H. Gould               | ARG   | MON Ret | 500     | FRA Ret | GBR DNS | GER Ret | PES Ret | ITA 10 |         |     |     | NC  | 0      |
| 1958 | H. H. Gould               | ARG 9 | MON DNQ | NED DNS | 500     | BEL     | FRA     | GBR     | NED    | POR     | ITA | MAR | NC  | 0      |
| 1960 | H. H. Gould               | ARG   | MON     | 500     | NED     | BEL     | FRA     | GBR     | POR    | ITA DNS | EUA |     | NC  | 0      |